# Żaków (Iłowa)
Żaków (niem. Saatz) – część miasta Iłowa w Polsce, w województwie lubuskim, w powiecie żagańskim.
Dawna wieś, której właścicielami byli:
- von Schellendorf (1562-1669)
- von Friesen, von Promnitz, von Kospoth Strutz (do 1844)
- von Gersdorf i von Stephany z d. Strutz (1894)
- Bank Ziemny (1903)
- Gerlach (1906), Vlaas (1907)
- Pfeiffer, Borchardt, Wieschendorf (1909)
- Hübner (1911); Albrecht, Brandin (1919)
- von Ulrici (1920), Meyer (1922), Winkler (1929-1940)[1].

We wsi znajdował się dwór z folwarkiem, obecnie Dworek Azalia – agroturystyka i Szkółka Krzewów Ozdobnych Pudelek – Iłowa.